# Neoherminia phanasgalis
Neoherminia phanasgalis là một loài bướm đêm trong họ Noctuidae.